# Alvah Curtis Roebuck
Alvah Curtis Roebuck (Lafayette, 9 de enero de 1864 - Evanston, 18 de junio de 1948) fue un relojero y empresario estadounidense, el cofundador de Sears, Roebuck & Company con su socio Richard Warren Sears.

## Primeros años
Alvah Curtis Roebuck nació el 9 de enero de 1864 en Lafayette, Indiana. Comenzó a trabajar como relojero en una joyería de Hammond, Indiana a los 12 años.

## Carrera profesional
En 1887, fue contratado por Richard Warren Sears para reparar relojes y estableció un negocio de venta por correo de relojes y joyas.
El primer catálogo de la empresa se ofreció el mismo año. En 1889 Sears vendió su negocio, pero unos años más tarde fundó, con Roebuck, otra operación de pedidos por correo, que en 1893 pasó a conocerse como Sears, Roebuck & Company.
En 1895, luego de diversas discrepancia entre Roebuck y Sears, vendió su parte a Julius Rosenwald. Más tarde organizó y financió dos empresas: un fabricante y un distribuidor de máquinas y accesorios para películas cinematográficas. Roebuck también se desempeñó como presidente (1909-1924) de Emerson Typewriter Company, donde inventó la máquina de escribir mejorada, llamada "Woodstock".
Después de varios años de semi-retiro en Florida, las pérdidas financieras que sufrió en la caída de la bolsa de valores de 1929 obligaron a Roebuck a regresar a Chicago. En 1933, Roebuck se había reincorporado a Sears, Roebuck & Company, donde dedicó gran parte de su tiempo a compilar la historia de la empresa que ayudó a fundar.
En septiembre de 1934, el gerente de una tienda de Sears le pidió a Roebuck que hiciera una aparición pública en su tienda. Después de una participación pública entusiasta, Roebuck se fue de gira, apareciendo en tiendas minoristas de todo el país durante los próximos años.

## Vida personal
Roebuck se casó con su primera esposa, Kittie Rice, el 2 de septiembre de 1890, en York, Canadá, y tuvo un hijo, Theodore Roebuck, nacido el 2 de julio de 1891. Más tarde, Roebuck se casó con Sarah Blanche Lett. Tuvieron un hijo, Alvah Curtis Roebuck, Jr. y una hija, que vivía en Evanston, Illinois con su esposo Raymond H. Keeler.
Roebuck falleció el 18 de junio de 1948 mientras visitaba a su hija en Evanston. Tenía 84 años. Fue enterrado en el cementerio de Acacia Park en Chicago, Illinois.